# Валландер (телесериал, Великобритания)
«Валла́ндер» (швед. Wallander, [valˈlanːdər]) — британский телесериал, основанный на серии романов Хеннинга Манкеля о комиссаре Курте Валландере. Заглавную роль исполнил Кеннет Брана. Это первый опыт адаптации «Валландера» на английском языке. Компания Yellow Bird, основанная Манкелем, начала переговоры с британскими компаниями насчёт адаптации в 2006 году. В 2007 году Брана встретился с Манкелем, чтобы обсудить свою роль. Контракты были подписаны и в январе 2008 года началась работа над проектом, основанным на книгах Sidetracked, Firewall и One Step Behind. Режиссёр-лауреат «Эмми» Филип Мартин был нанят в качестве ведущего постановщика. Мартин сотрудничал с оператором Энтони Дод Мантлом, чтобы разработать визуальный стиль шоу.
Первый сезон был спродюсирован Yellow Bird, Left Bank Pictures и TKBC для BBC Scotland, а на BBC One сериал выходил в ноябре-декабре 2008 года. Съёмки второго сезона проходили с июля по октябрь 2009 года, а в эфир он вышел в январе 2010 года. Третий сезон был снят летом 2011 года в Истаде, Сконе, Швеция и в Риге, Латвия; в эфир сезон вышел в июле 2012 года. Четвёртый и заключительный сезон снимался с октября 2014 года по январь 2015 года. В мае 2016 года сезон вышел в Великобритании на BBC One.
Критики позитивно отзывались о сериале, который выиграл Broadcasting Press Guild Award (премию получил Кеннет Брана как лучший актёр) и шесть British Academy Television Awards, включая награду за лучший драматический телесериал.

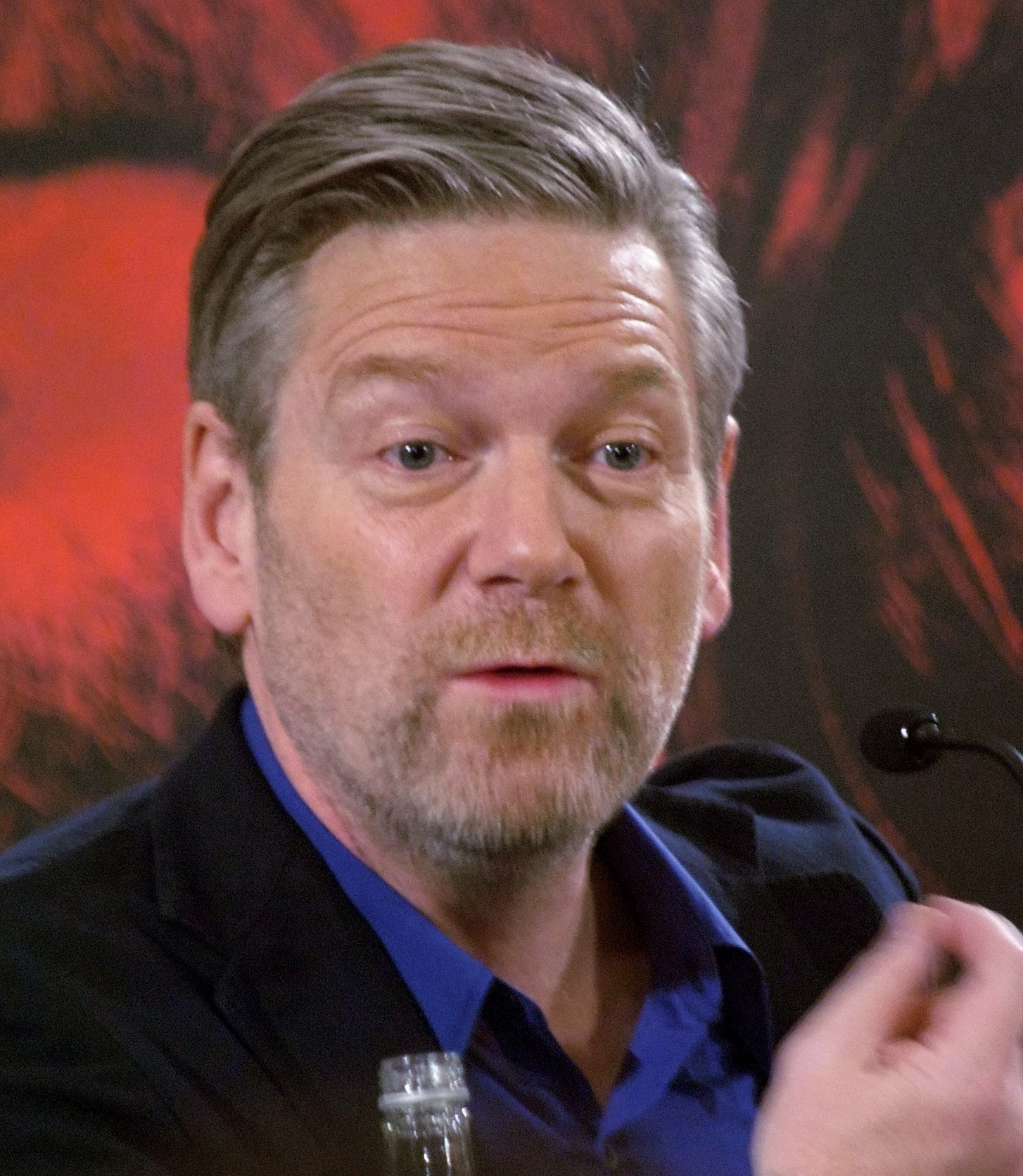
Кеннет Брана, сыгравший роль комиссара Курта Валландера.

## Персонажи
Главную роль играет Кеннет Брана, сыгравший роль комиссара Курта Валландера — в честь которого и назван сериал.

## В ролях
| Актёр           | Персонаж            | Эп. | Сезоны    | Сезоны       | Сезоны       | Сезоны    |
| Актёр           | Персонаж            | Эп. | 1         | 2            | 3            | 4         |
| --------------- | ------------------- | --- | --------- | ------------ | ------------ | --------- |
| Кеннет Брана    | Курт Валландер      | 12  | Регулярно | Регулярно    | Регулярно    | Регулярно |
| Сара Смарт      | Энн-Бритт Хёглунд   | 9   | Регулярно | Регулярно    | Регулярно    |           |
| Том Хиддлстон   | Магнус Мартинссон   | 6   | Регулярно | Регулярно    |              |           |
| Ричард Маккейб  | Свен Ниберг         | 11  | Регулярно | Регулярно    | Регулярно    | Регулярно |
| Том Бирд        | Карл Свендберг      | 3   | Регулярно |              |              |           |
| Сэди Шиммин     | Лиза Хольгерссон    | 6   | Регулярно | Регулярно    |              |           |
| Джини Спарк     | Линда Валландер     | 10  | Регулярно | Регулярно    | Гость        | Регулярно |
| Дэвид Уорнер    | Повел Валландер     | 5   | Гость     | Регулярно    |              | Гость     |
| Полли Хэмингуэй | Гертруда            | 3   | Гость     | Регулярно    |              |           |
| Саския Ривз     | Ванья Андерссон     | 2   |           | Периодически | Периодически |           |
| Ребека Стэтон   | Кристина Альбинссон | 3   |           |              | Регулярно    |           |
| Марк Хэдфилд    | Стефан Линдеман     | 3   |           |              | Регулярно    |           |
| Барнаби Кэй     | Леннарт Маттсон     | 5   |           |              | Регулярно    | Регулярно |

## Эпизоды
| Сезон | Сезон | Эпизоды | Эпизоды | Оригинальная дата показа | Оригинальная дата показа |
| Сезон | Сезон | Эпизоды | Эпизоды | Премьера сезона          | Финал сезона             |
| ----- | ----- | ------- | ------- | ------------------------ | ------------------------ |
|       | 1     | 3       | 3       | 30 ноября 2008           | 14 декабря 2008          |
|       | 2     | 3       | 3       | 3 января 2010            | 17 января 2010           |
|       | 3     | 3       | 3       | 8 июля 2012              | 22 июля 2012             |
|       | 4     | 3       | 3       | 22 мая 2016              | 5 июня 2016              |